# Мурахолов рудоголовий
Мурахоло́в рудоголо́вий (Formicarius colma) — вид горобцеподібних птахів родини мурахоловових (Formicariidae).

## Поширення
Мурахолов рудоголовий поширений в Південній Америці. Трапляється від східних схилів Анд на південному сході Колумбії до північного заходу Болівії і на схід до узбережжя бразильського штату Мараньян. Ізольована популяція знаходиться на південному сході Бразилії вздовж атлантичного узбережжя.

## Опис
Птах завдовжки 18 см, вагою 38—49 г. Тіло пухке з короткими закругленими крилами, довгими і сильними ніжками і коротким квадратним хвостом. Оперення темно-коричневого кольору, темніше на спині і крилах, а на грудях та лиці майже чорного кольору. Верх голови помаранчево-рудого забарвлення. Помаранчевого кольору також крильце. Черево світло-сіре. Дзьоб довгий і тонкий, чорного кольору.

## Спосіб життя
Мешкає у вологих лісах з густим підліском. Трапляється поодинці або парами, проводячи більшу частину дня за пошуком поживи, тримаючись головним чином на землі чи недалеко від неї. Завжди напоготові сховатись у гущі рослинності при найменшому підозрілому шумі. Живиться комахами та іншими дрібними безхребетними. Гнізда облаштовує у дуплах. У гнізді 2 білих яйця. Про пташенят піклуються обидва батьки.